# Piece (新垣結衣の曲)
『piece』（ピース）は、新垣結衣の3枚目のシングル。2009年2月25日にWARNER MUSIC JAPANから発売された。

## 概要
初回限定盤A・B、および通常盤の計3形態での同時発売となった。限定盤Aは新垣本人描き下ろしのオリジナルイラストによるジャケット仕様となっており、限定盤BはスタジオジブリおよびムークDLEの百瀬ヨシユキによるアニメーションイラストジャケット仕様となっている。なお、いずれも初回プレス出荷分には「piece」オリジナル・ミニポスターが封入されている。
タイトル曲「piece」は、シンガーソングライターの川江美奈子による楽曲提供となる。同曲のPVは、新垣本人が出演している実写のものと、百瀬とのコラボレーションによるアニメーションのものの2種類が制作されている。いずれも「Lovelines」（ラブラインズ）と呼ぶ、虹色のラインが演出されており、幸せな者たちだけに出て見える軌跡によって、人と人との繋がりを表現している。アニメーションPVが制作された経緯については、過去新垣がスタジオジブリの特別番組にてナビゲーターを務めた縁で、制作を依頼するに至ったという。
カップリング曲にはMONGOL800のヒット曲「あなたに」のカバーを収録している。他アーティストの楽曲のカバーは、前作「赤い糸」以来2度目となる。

## 収録曲
1. piece
作詞・作曲：川江美奈子
2. スパークル
作詞：新垣結衣、作曲：知野芳彦
3. あなたに
作詞：上江冽清作、作曲:MONGOL800
4. piece (naked voice ver.)
5. piece (instrumental)